# Šípkov
Šípkov és un poble i municipi d'Eslovàquia que es troba a la regió de Trenčín. La primera menció escrita de la vila es remunta al 1295.

## Demografia
| Godina             | 1994 | 2004    | 2014   | 2024   |
| ------------------ | ---- | ------- | ------ | ------ |
| Nombre de persones | 192  | 150     | 143    | 144    |
| Diferència         |      | −21,87% | −4,66% | +0,69% |

| Godina             | 2023 | 2024   |
| ------------------ | ---- | ------ |
| Nombre de persones | 148  | 144    |
| Diferència         |      | −2,70% |